# Nacht der Zaubertiere
Nacht der Zaubertiere (orig. Oddkins: A Fable for All Ages) ist ein 1988 erschienener Fantasyroman von dem US-amerikanischen Schriftsteller Dean Koontz. Die deutsche Ausgabe erschien 1989.

## Handlung
Seit vielen Jahren stellt Isaak Liebmann (orig. Bodkins) in seiner kleinen Fabrik Stofftiere her. Er nennt sie liebevoll „Zaubertiere“. Die Aufgabe der Zaubertiere besteht darin, Kinder zu trösten und ihnen Freude zu bereiten. Die Zaubertiere nennen ihren Schöpfer „Vater Isaak“. Für ihn sind die Zaubertiere seine Kinder. 
Doch eines Abends stirbt der alte Spielzeugmacher und alle seine Schöpfungen geraten nicht nur in tiefe Trauer, sondern in tiefe Furcht: Im Kellergewölbe der Fabrik erwacht eine böse Macht. Aus den alten Kartons erwachen die bösen Blechspielzeuge. Durch den Tod von Vater Isaak sehen sie ihre Chance, ein grausames Regime auf der Erde aufzubauen, denn sie wollen alle Kinder der Welt in Angst und Schrecken versetzen.
Um zu verhindern, dass die böse Macht die Welt erobert, müssen Amos der Teddybär, Skippy das Kaninchen, der Gestiefelte Kater, Einstein der Elefant, Karamell die Hündin und der Alte, eine Stoffpuppe mit dem Aussehen eines alten Mannes, zu Martha Miller gehen, damit sie zu Vater Isaaks Nachfolgerin wird. Martha Miller muss noch in derselben Nacht die Nachfolge antreten, dann sind nicht nur die Stofftiere, sondern auch die Welt gerettet. 
Für die sechs Zaubertiere beginnt eine gefahrvolle Reise durch die nächtliche Stadt, um zu Martha Miller zu kommen. Doch ein paar Blechspielzeuge unter Führung der Marionette Rex wollen die Reisenden vernichten.
Doch es droht noch eine Gefahr für die Stofftiere: Der kinderhassende Zacharias Zack will die Fabrik von Vater Isaak übernehmen, um der bösen Macht bei ihren Eroberungsplänen zu helfen. Er will Viktor Liebmann, den Neffen des verstorbenen Isaak, dazu überreden, die Fabrik an ihn zu verkaufen.

## Verfilmung
Die Warner Brothers Studios erwarben sich die Filmrechte des Buches und Tim Burton sollte das Buch verfilmen. 
Dean Koontz war darüber begeistert, jedoch lehnte Tim Burton die Verfilmung ab. Dean Koontz befürchtete, dass sein Buch schlecht verfilmt werden würde. Also offerierte er Warner Brothers ein Buch mit Kurzgeschichten, um die Filmrechte für seinen Roman zurückzuerhalten.